# Ari Ercílio
Ari Ercílio Barbosa (ur. 18 sierpnia 1941 w Porto Alegre  – zm. 18 listopada 1972 w Rio de Janeiro) − piłkarz brazylijski, występujący na pozycji lewego obrońcy.

## Kariera klubowa
Karierę piłkarską Ari Ercílio rozpoczął w EC Novo Hamburgo na początku lat 60. W latach 1961–1962 występował w SC Internacional. Z Internacionalem zdobył mistrzostwo stanu Rio Grande do Sul – Campeonato Gaúcho w 1961 roku. W latach 1963–1965 był zawodnikiem SC Corinthians Paulista. W 1966 powrócił do Porto Alegre i został zawodnikiem Grêmio. Z Grêmio trzykrotnie zdobył mistrzostwo stanu Rio Grande do Sul – Campeonato Gaúcho w 1966, 1967 i 1968 roku.
W Grêmio 7 sierpnia 1971 w wygranym 3-0 wyjazdowym meczu z São Paulo FC Flecha zadebiutował w lidze brazylijskiej. Ostatnim klubem jego karierze było Fluminense FC. We Fluminense 18 października 1972 w zremisowanym 2-2 meczu z Portuguesą São Paulo Ary po raz ostatni wystąpił w lidze. Ogółem w lidze brazylijskiej rozegrał 18 spotkań.

## Kariera reprezentacyjna
W reprezentacji Brazylii Ari Ercílio zadebiutował 17 kwietnia 1966 w wygranym 1-0 meczu z reprezentacją Chile w Copa Bernardo O'Higgins 1966. Drugi i ostatni raz w reprezentacji Ary Hercílio wystąpił trzy dni później w przegranym 1-2 meczu z tym samym rywalem.
| Mecze i gole w reprezentacji | Mecze i gole w reprezentacji | Mecze i gole w reprezentacji | Mecze i gole w reprezentacji | Mecze i gole w reprezentacji | Mecze i gole w reprezentacji | Mecze i gole w reprezentacji |
| #                            | Data                         | Miasto                       | Przeciwnik                   | Gol                          | Wynik                        | Rozgrywki                    |
| ---------------------------- | ---------------------------- | ---------------------------- | ---------------------------- | ---------------------------- | ---------------------------- | ---------------------------- |
| 1.                           | 17.04.1966                   | Santiago                     | Chile                        |                              | 1:0                          | Copa Bernardo O'Higgins 1966 |
| 2.                           | 20.04.1966                   | Santiago                     | Chile                        |                              | 1:2                          | Copa Bernardo O'Higgins 1966 |